# Liste der denkmalgeschützten Objekte in Jirkov
Grundlage dieser Liste der denkmalgeschützten Objekte in Jirkov ist die ÚSKP-Liste (Ústřední seznam kulturních památek České republiky, deutsch Zentrale Liste der Kulturdenkmäler der Tschechischen Republik), die von der tschechischen Denkmalschutzbehörde NPÚ (Národní památkový ústav, deutsch Nationale Denkmalbehörde) seit 1987 geführt wird und an die seit dem Jahr 1850 geschaffenen Listen anschließt.

## Denkmalgeschützte Objekte nach Ortsteilen

### Jirkov(Görkau)
| Lage                                                      | Objekt                      | Beschreibung                                           | ÚSKP-Nr.                 | Bild                     |
| --------------------------------------------------------- | --------------------------- | ------------------------------------------------------ | ------------------------ | ------------------------ |
| Jirkov, nám. Dr. E. Beneše 1 (Standort)                   | Rathaus                     | Rathaus                                                | 16352/5-511 Info Katalog | Rathaus                  |
| Jirkov, náměstí (Standort)                                | Stadtbrunnen                | barocker Stadtbrunnen                                  | 28465/5-515 Info Katalog | Stadtbrunnen             |
| Jirkov, Příčná 19/2 (Standort)                            | Haus Nr. 19                 | Stadthaus                                              | 21863/5-513 Info Katalog | Haus Nr. 19              |
| Jirkov (Standort)                                         | Historische Stadtkeller     | Historische Stadtkeller                                | 104328 Info Katalog      | Historische Stadtkeller  |
| Jirkov (Standort)                                         | Ägidiuskirche mit Stadtturm | Kirche des hl. Ägidius mit Stadtturm                   | 26559/5-507 Info Katalog | weitere Bilder           |
| Jirkov, Kostelní (Standort)                               | Säule mit Pietà-Skulptur    | Pestsäule mit Pietà-Skulptur von Johann Brokoff        | 46959/5-509 Info Katalog | Säule mit Pietà-Skulptur |
| Jirkov, auf der Brücke über die Bílina (Biela) (Standort) | Nepomukstatue               | Statue des hl. Johannes von Nepomuk von Johann Brokoff | 28976/5-508 Info Katalog | Nepomukstatue            |
| Jirkov, an der Straße nach Litvínov ()                    | Bildstock                   | Bildstock                                              | 41514/5-510 Info Katalog |                          |

### Červený Hrádek(Rothenhaus)
| Lage                                              | Objekt                              | Beschreibung                              | ÚSKP-Nr.                 | Bild           |
| ------------------------------------------------- | ----------------------------------- | ----------------------------------------- | ------------------------ | -------------- |
| Červený Hrádek 1, nördlich vom Zentrum (Standort) | Schloss Rothenhaus (Červený hrádek) | Schloss Rothenhaus (Zámek Červený Hrádek) | 26556/5-490 Info Katalog | weitere Bilder |
| Červený Hrádek 12 (Standort)                      | Gutshof Nr. 12                      | Gutshof                                   | 22333/5-491 Info Katalog | Gutshof Nr. 12 |
| Červený Hrádek 23 (Standort)                      | Bauernhaus Nr. 23                   | Bauerngehöft                              | 15892/5-492 Info Katalog | BW             |

### Jindřišská(Hannersdorf)
| Lage                     | Objekt            | Beschreibung | ÚSKP-Nr.                 | Bild              |
| ------------------------ | ----------------- | ------------ | ------------------------ | ----------------- |
| Jindřišská 5 (Standort)  | Bauernhaus Nr. 5  | Bauerngehöft | 23335/5-522 Info Katalog | Bauernhaus Nr. 5  |
| Jindřišská 24 (Standort) | Bauernhaus Nr. 24 | Bauerngehöft | 37631/5-523 Info Katalog | Bauernhaus Nr. 24 |

### Vinařice(Weingarten)
| Lage                                | Objekt                                | Beschreibung                              | ÚSKP-Nr.                 | Bild                                  |
| ----------------------------------- | ------------------------------------- | ----------------------------------------- | ------------------------ | ------------------------------------- |
| Vinařice, ul. K. Marxe 4 (Standort) | Bauernhaus Nr. 4                      | Bauerngehöft                              | 45074/5-526 Info Katalog | Bauernhaus Nr. 4                      |
| Vinařice, ul. K. Marxe 5 (Standort) | Bauernhaus Nr. 5                      | Bauerngehöft                              | 18737/5-527 Info Katalog | Bauernhaus Nr. 5                      |
| Vinařice, ul. K. Marxe (Standort)   | Mariahilf-Kapelle                     | Mariahilf-Kapelle                         | 17731/5-524 Info Katalog | weitere Bilder                        |
| Vinařice, ul. K. Marxe (Standort)   | Säule mit Skulptur der Dreifaltigkeit | Säule mit Skulptur der hl. Dreifaltigkeit | 23259/5-525 Info Katalog | Säule mit Skulptur der Dreifaltigkeit |